# Drepanosticta halmahera
Drepanosticta halmahera är en trollsländeart som beskrevs av Van Tol 2007. Drepanosticta halmahera ingår i släktet Drepanosticta och familjen Platystictidae. Inga underarter finns listade i Catalogue of Life.